# Live in a World Full of Hate
A Live in a World Full of Hate az amerikai Sick of It All (SOIA) együttes első koncertlemeze. Az album 1995-ben jelent meg, és a zenekar 1994-es berlini koncertje hallható rajta.

## Dalok
1. Injustice System
2. It's Clobberin' Time
3. Violent Generation
4. Alone
5. The Pain Strikes
6. Shut Me Out
7. Pushed Too Far
8. Friends Like You
9. Locomotive
10. World Full of Hate
11. Just Look Around
12. What's Going On
13. Give Respect
14. Disillusion
15. No Labels
16. Pete's Sake
17. G.I. Joe Head Stomp
18. We Want the Truth
19. The Blood and the Sweat
20. The Shield
21. We Stand Alone
22. Indust
23. My Life
24. Betray